# Trophée Costa del Sol

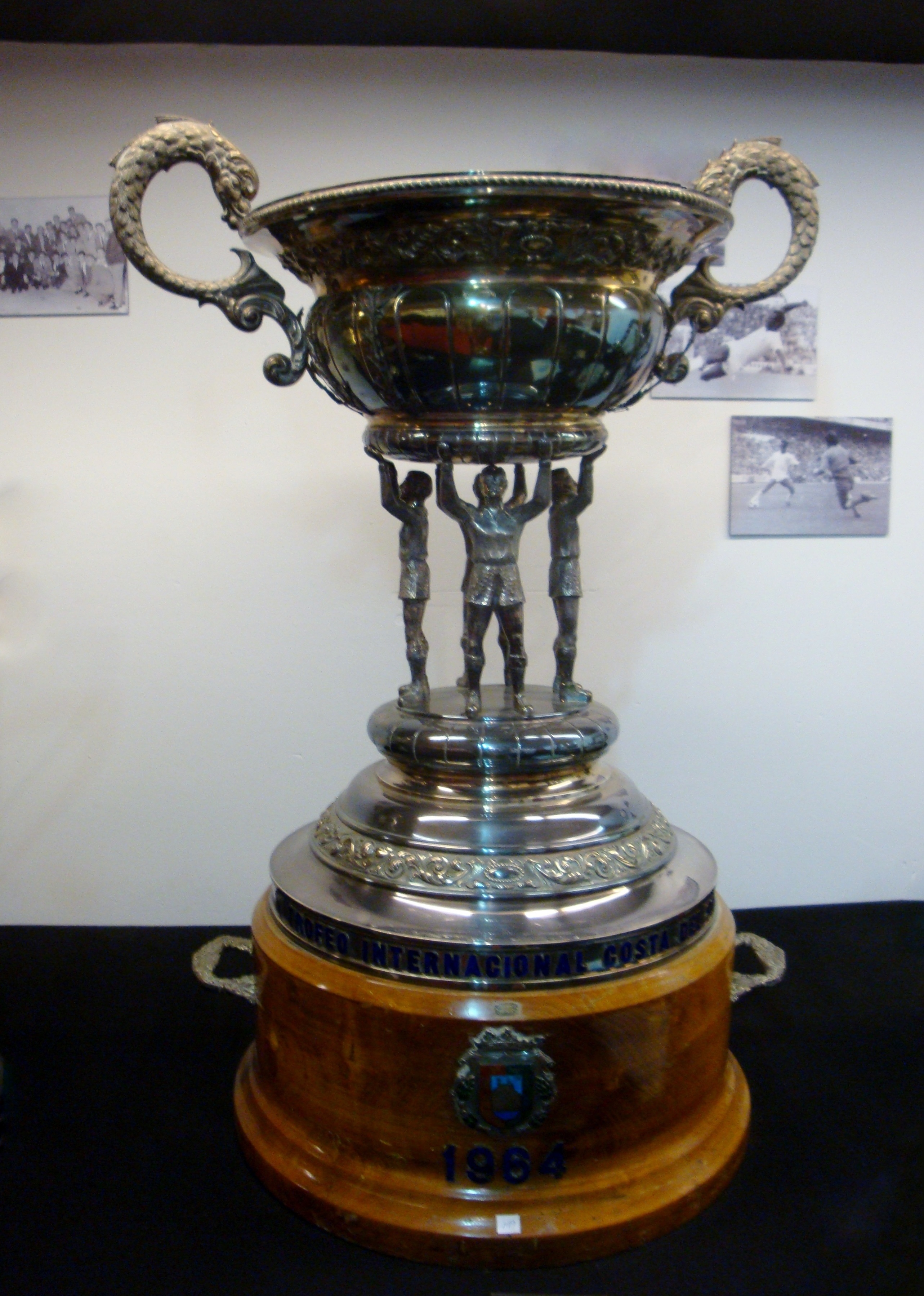
Le trophée Costa del Sol de 1964 exposé dans la salle des trophées du FC Séville.

Le Trophée International Costa del Sol est un tournoi amical de football, parrainé par la Fédération royale d'Espagne de football, organisé chaque année dans la ville andalouse de Malaga, en Espagne. Le tournoi était traditionnellement organisé par le CD Málaga, il l'est maintenant par le Málaga CF, en partenariat avec la mairie de Málaga.
Le tournoi se déroulait tous les ans depuis 1961 mais il est annulé en 1981 et 1982 à cause des préparatifs pour coupe du monde de 1982. Ensuite, la crise économique et sportive du CD Málaga a empêché son organisation de 1984 à 2004, année de la création du nouveau Málaga CF. Le tournoi se déroule désormais régulièrement, comme avant la crise économique.
Toutes ses éditions se sont disputées au stade La Rosaleda, siège du club de Malaga. Ce tournoi se dispute normalement au mois d'août, lors de la pré-saison de football. La vingt-cinquième édition du tournoi prévue pour l'été de 2007 a été ajournée en raison du mauvais état de la pelouse. La reprise de cette édition est célébrée en janvier 2008.
En 2003, une édition non officielle du Trophée Costa del Sol s'est jouée au stade de La Tacita de Marbella. Le match s'est disputé entre le Málaga CF et Brescia Calcio.

## Finales
| Année                          | Champion                      | Marque | Opposant              |
| ------------------------------ | ----------------------------- | ------ | --------------------- |
| 1961                           | Athletic Bilbao               | 4 - 0  | FC Séville            |
| 1962                           | AS Rome                       | 3 - 0  | CD Málaga             |
| 1963                           | CD Málaga                     | 3 - 1  | Real Madrid           |
| 1964                           | FC Séville                    | 2 - 2  | CD Málaga             |
| 1965                           | Tottenham Hotspur             | 2 - 1  | Standard de Liège     |
| 1966                           | Tottenham Hotspur             | 1 - 0  | Benfica Lisbonne      |
| 1967                           | RCD Espanyol                  | 2 - 1  | Anderlecht            |
| 1968                           | Racing Club de Avellaneda     | 2 - 0  | Argentine             |
| 1969                           | Corinthians                   | 2 - 1  | FC Barcelone          |
| 1970                           | Vasas SC                      | 2 - 1  | CD Málaga             |
| 1971                           | CD Málaga                     | 2 - 1  | Estrella Roja         |
| 1972                           | Nacional de Montevideo        | 1 - 0  | CD Málaga             |
| 1973                           | FK Étoile rouge de Belgrade   | 2 - 1  | CD Málaga             |
| 1974                           | CD Málaga                     | 1 - 1  | Derby County          |
| 1975                           | Peñarol                       | 3 - 2  | CD Málaga             |
| 1976                           | Real Madrid                   | 3 - 0  | CD Málaga             |
| 1977                           | FC Barcelone                  | 3 - 0  | CD Málaga             |
| 1978                           | Athletic Bilbao               | 2 - 1  | Club Atlético Huracán |
| 1979                           | Ferencváros TC                | 2 - 1  | FC Seville            |
| 1980                           | Clube Atlético Mineiro        | 1 - 0  | CD Málaga             |
| 1981 - 1982                    | Annulé                        |        |                       |
| 1983                           | Internacional de Porto Alegre | 2 - 0  | Club América          |
| 1984 - 2002                    | Annulé                        |        |                       |
| 2003 (édition non officielle)  | Brescia                       | 0 - 0  | Málaga CF             |
| 2004                           | FC Séville                    | 1 - 1  | Málaga CF             |
| 2005                           | Málaga CF                     | 2 - 0  | Newcastle United      |
| 2006                           | Nacional de Montevideo        | 1 - 0  | Málaga CF             |
| 2007 (disputé en janvier 2008) | Borussia Dortmund             | 1 - 0  | Málaga CF             |
| 2008                           | Málaga CF                     | 2 - 1  | Betis Séville         |
| 2009                           | Annulé                        |        |                       |
| 2010                           | Málaga CF                     | 2 - 1  | Parme FC              |
| 2011                           | Málaga CF                     | 4 - 0  | Peñarol               |

## Palmarès
7 titres 
- CD Málaga/Málaga CF

2 titres
- Athletic Bilbao
- FC Séville
- Tottenham Hotspur
- Nacional de Montevideo

1 titre 
- Atlético Mineiro
- FC Barcelone
- Brescia Vainqueur de l'édition non officielle de 2003
- Corinthians
- FK Étoile rouge de Belgrade
- RCD Espanyol
- Ferencváros TC
- Internacional de Porto Alegre
- Real Madrid
- Peñarol
- Racing Club
- AS Rome
- Vasas SC
- Borussia Dortmund